# Hamnsfjärden
Hamnsfjärden är en fjärd i Finland. Den ligger i landskapet Egentliga Finland, i den sydvästra delen av landet, 160 km väster om huvudstaden Helsingfors.
Hamnsfjärden avgränsas av Hamns Bosskär i söder, Sundsråsen i väster, Odonskärs kläpparna i nordväst, Bredskär i norr, Söderön i nordöst samt Enskär i sydöst. 